# Sergio Catalán Duque
Sergio Pablo Catalán Duque (Santa Cruz, Chile, 29 de agosto de 1991) es un futbolista chileno que juega de defensa. 

## Clubes
| Club             | País  | Año       |
| ---------------- | ----- | --------- |
| Curicó Unido     | Chile | 2010-2015 |
| Magallanes       | Chile | 2015-2017 |
| Colchagua        | Chile | 2017-2018 |
| Unión San Felipe | Chile | 2019      |